# Philipp-Melanchthon-Kirche (Berlin-Neukölln)

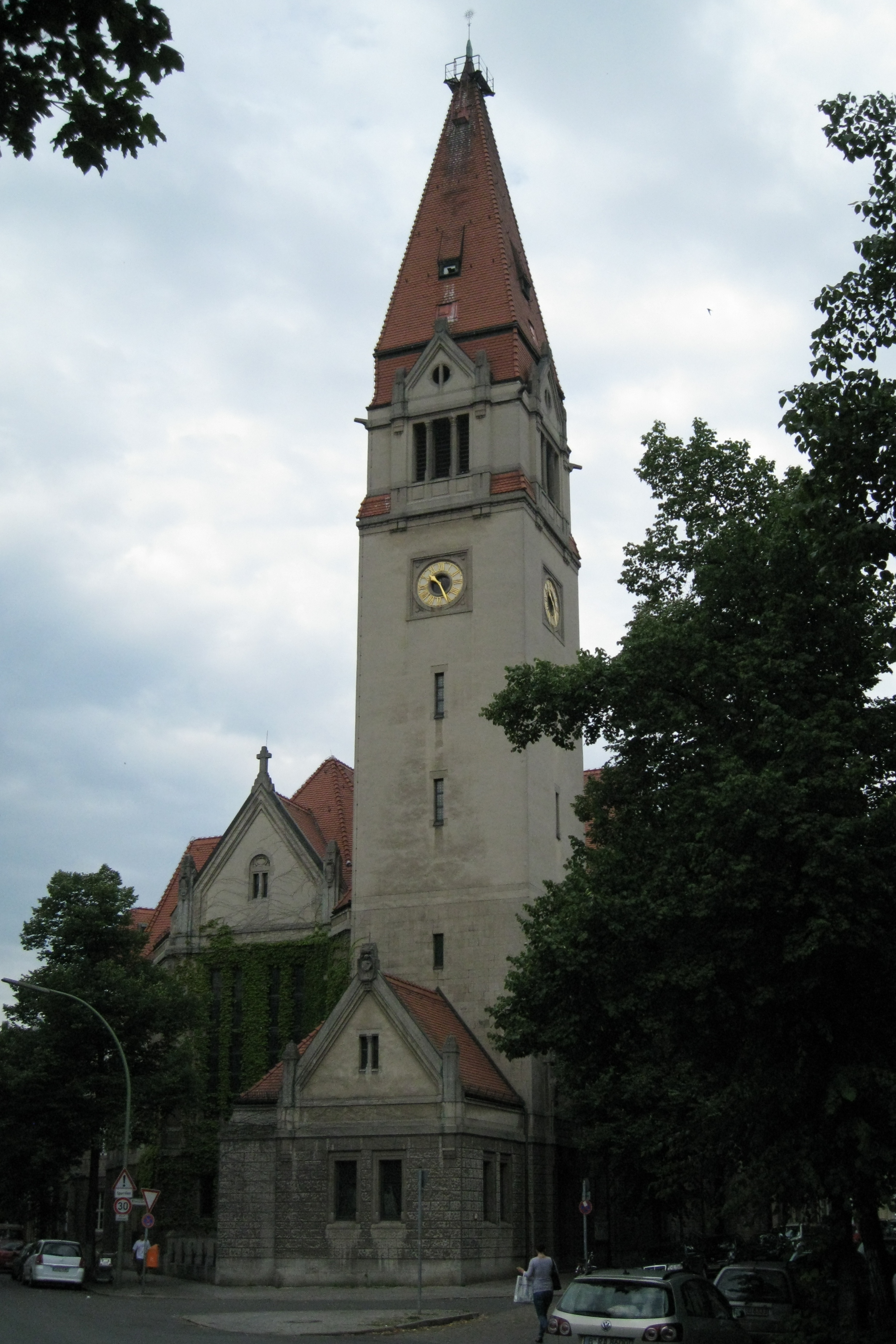
Straßenfront des Kirchengebäudes

Die Philipp-Melanchthon-Kirche ist eine evangelische Kirche in Berlin-Neukölln. Sie wurde in einem Gebäudekomplex mit Pfarrhaus und Gemeindehaus 1914–1916 erbaut, nach schweren Schäden im Zweiten Weltkrieg 1948/1949 instand gesetzt und steht seit 1991 unter Denkmalschutz. Im östlichen Seitenflügel befindet sich das Bibellabor der von Cansteinschen Bibelanstalt Berlin e. V.

## Lage
Das Gotteshaus steht auf einem Grundstück zwischen Herthastraße 11 und Kranoldstraße 16/17. Zu jeder Straße gibt es Ein- bzw. Ausgänge in den Giebelseiten des Querschiffes. Der Kirchturm mit quadratischem Grundriss befindet sich Osten des Kirchengebäudes, ist jedoch mit einer Seite geradlinig zur Herthastraße ausgerichtet.

## Geschichte
Die Evangelische Stadtkirchengemeinde Rixdorf wurde infolge der Industrialisierung und des massenhaften Zuzugs von Menschen eine der größten Großstadtgemeinden in Deutschland mit über 200.000 Mitgliedern. Diese Gemeinde, nach der Zahl ihrer Kirchen in fünf Hauptbezirke gegliedert, blieb bis 1948 erhalten, danach wurde jeder Hauptbezirk selbstständig. Mit dem Rückgang der Mitgliederzahlen schlossen sich Gemeinden wieder zusammen; so bildet die Gemeinde der Philipp-Melanchthon-Kirche inzwischen mit der der Fürbitt-Kirche die Evangelische Fürbitt-Melanchthon-Kirchengemeinde und zusammen mit der Genezareth-Kirchengemeinde den Pfarrsprengel Nordwest-Neukölln im Evangelischen Kirchenkreis Neukölln.
Die Idee eines Kirchenbaus für den Patron Philipp Melanchthon im südlich der Ringbahn gelegenen Teil Rixdorfs (dem späteren Neukölln) lässt sich bis 1904 zurückverfolgen, als der renommierte Architekt Franz Schwechten für den Reuterplatz einen monumentalen Kuppelbau für 1100 Menschen entwarf. Dieser repräsentative Kirchbau kam jedoch aus finanziellen Gründen nicht zustande.
Im Januar 1909 erwarb die Gemeinde Grundstücke für den Bau zweier Kirchen, der Nikodemuskirche und der Philipp-Melanchthon-Kirche. Die wesentlich preiswertere Nikodemuskirche wurde zuerst gebaut, dann folgte die Philipp-Melanchthon-Kirche. Deren Grundsteinlegung war am 24. April 1914, die Einweihung am 23. Mai 1916. Der Entwurf stammte von dem Architekten Fritz Gottlob, die Bauarbeiten beanspruchten 22 Monate und die Baukosten betrugen rund 430.000 Mark.
Im Ersten Weltkrieg mussten die Bronze-Glocken für Rüstungszwecke (Metallspende des deutschen Volkes) abgeliefert werden, sie wurden eingeschmolzen. 1923 konnte die Gemeinde ein neues Geläut aufziehen.
In der Bombennacht vom 29. zum 30. Dezember 1943 wurde die Kirche schwer beschädigt. Am Ende des Zweiten Weltkriegs wurde die Kirche durch Artilleriebeschuss vollends unbenutzbar. 1948 begann der Wiederaufbau, 1949 wurden die Kirchenfenster unter Leitung von Herbert Noth erneuert. Im Dezember 1949 wurde die Kirche von Bischof Otto Dibelius wieder eingeweiht. 1951 wurde der Kirchturm neu eingedeckt und 1956 der große Saal renoviert. Zwischen 1965 und 1966 wurde die ursprüngliche Brauthalle der Kirche zu einer kleinen Kapelle umgebaut.
1990–1992 fanden in der Kirche und dem Gemeindehaus außen und innen Sanierungen statt, nach Abschluss der Arbeiten wurde die Kirche am 1. November 1992 wieder eingeweiht.

## Architektur

### Außen
Die Philipp-Melanchthon-Kirche wurde am Kranoldplatz, auf dem dreieckigen Eckgrundstück Herta-/Kranoldstraße als Dreiflügelanlage – bestehend aus Kirche, Pfarr- und Gemeindehaus – in geschlossener Bauweise errichtet. Der Grundriss des Zentralbaus zeigt vier gleich lange Arme wie ein griechisches Kreuz. Der vierkantige, 68 Meter hohe Eckturm mit seinem flächig geschlossenen Schaft mit einem hohen Pyramidendach hat im Glockengeschoss ädikulaartige Klangarkaden. Außerdem befindet sich im Turm auch eine Uhr.
Neben dem Eingang in der Herthastraße ist auf einer Seite die Sakristei angebaut, auf der anderen Seite befindet sich ein tiefergelegter Raum, der für Versammlungen und als Turnsaal diente. Schließlich war in der ersten Etage noch ein größerer Gemeindesaal und ein Konfirmandenraum vorhanden. Neben dem Eingang Kranoldstraße liegen die Küsterei sowie ein Amtszimmer und die ehemalige Wohnung des Kirchendieners. In der zweiten Etage auf jeder Straßenseite gab es je eine Pfarrerswohnung.
Der Sockel und die gliedernden Architekturteile wurden aus quadermäßig versetztem und bearbeitetem Kunststein hergestellt, die Flächen darüber mit Felsit-Porphyr-Putz verkleidet. Der Giebel des Hauptschiffes wurde in reicher Pfeilergliederung mit verkröpften Gesimsen aufgelöst, die Querhausgiebel in zwei Fensterpaaren. Die Giebelfelder werden von Pylonen flankiert.
Über dem Eingang in der Kranoldstraße verkündet ein Bibelspruch: „Ich bin der Weg, die Wahrheit und das Leben.“
In einer Gebäudeecke außen an der Kirche wurde ein Gedächtnisbrunnen aufgestellt, der an die Verstorbenen der vorangegangenen Kriege aus der Gemeinde erinnert, er trägt oberhalb einer Namenstafel auf einer Stele ein Eisernes Kreuz.
In der architektonischen Gestaltung zeigt sich die beginnende Moderne, allerdings noch mit Anklängen an Klassizismus und Jugendstil.

### Innen
Hier gibt es eine Turmhalle und einen Nebenraum, in welcher Platz für ein Traugefolge bei Hochzeiten ist oder als Vorbereitungsraum bei Trauerfeiern dient.
Der Innenraum ist mit einem Sterngewölbe überdeckt, das Querschiff und die rückwärtige Front sind mit Emporen ausgestattet.
Der Altarraum in der Halbrund-Apsis erhält durch fünf Farbglasfenster sein Tageslicht. Die mittleren drei Chorfenster stellen Szenen aus der Matthäus-Passion und der Johannes-Passion dar (Matt. 3.13-17, Matt.28.1-4, Joh.19-39). Das Mittelschiff, die linken und rechten Kreuzschiffe tragen weitere Fenster mit christlichen Motiven.
Eine Wendeltreppe in einem schlanken Treppenturm führt zu den Räumen in der ersten und zweiten Etage.

## Ausstattung
In der Vorhalle steht die Statue des Philipp Melanchthons, der in der Hand die Bibel hält.

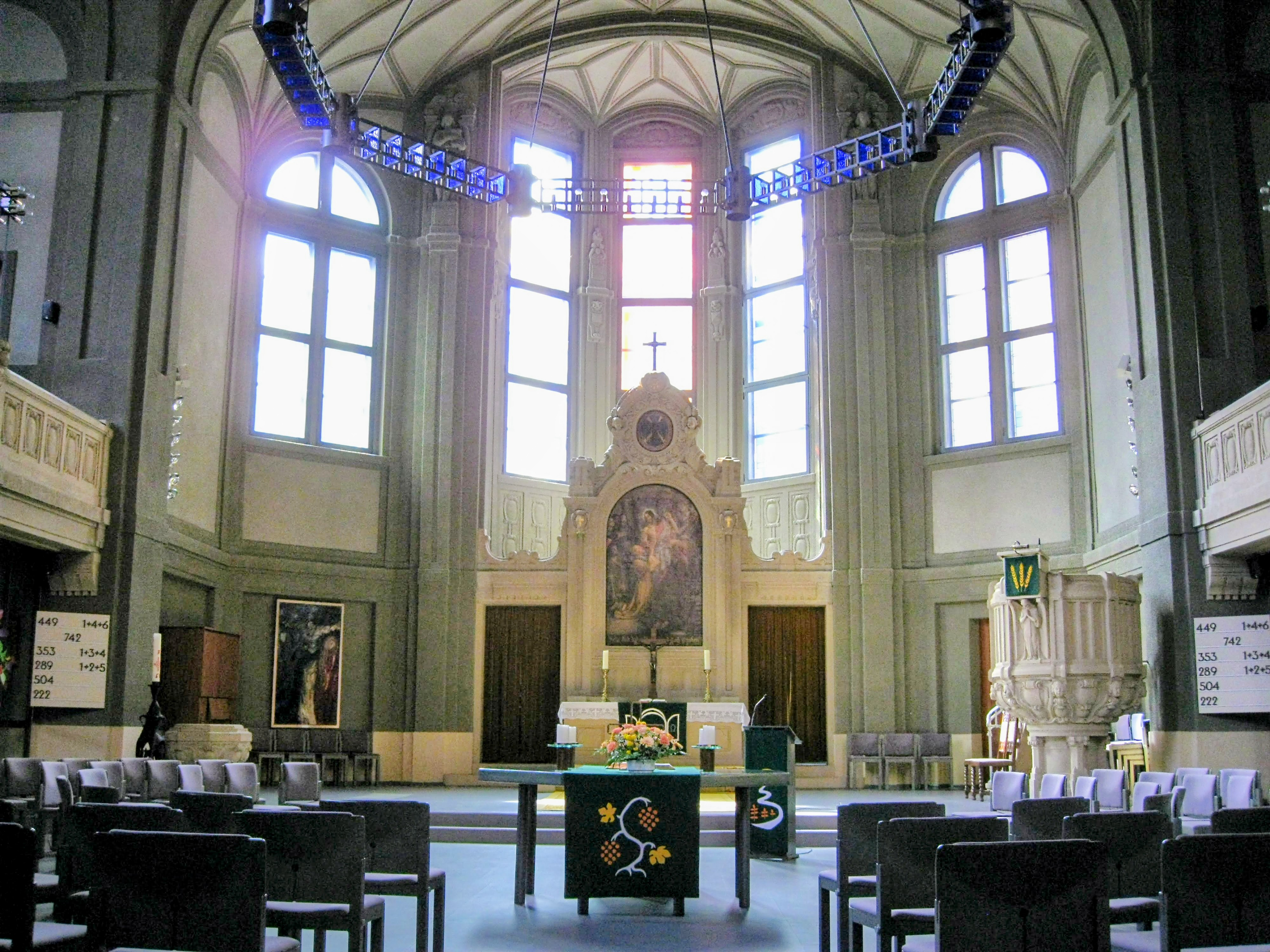
Altar der Philipp-Melanchthon-Kirche

Ein schmaler steinerner Hochaltar befindet sich im Chorraum, der ein Gemälde trägt. Davor steht ein Altartisch aus dem gleichen Stein gearbeitet, daneben ein entsprechender Taufstein mit Ornamenten verziert. Auf der anderen Seite des Chorraums ist die große steinerne Kanzel erhalten.
An der Decke im Hauptschiff hing ein mehrarmiger metallener Kronleuchter, auf den Balustraden der Emporen stehen schmale elektrische Beleuchtungskörper. Die Originalleuchten sind im Krieg verloren gegangen.
15 Bankreihen im Hauptschiff mit freiem Mittelgang sowie je 13 kurze Bänke in den Seitenschiffen und zahlreiche Sitzplätze auf den Emporen bieten zusammen mehr als 600 Kirchgängern Platz.

## Glocken
Drei schmucklose Eisenhartgussglocken ohne Krone vom Eisenwerk Franz Weeren bilden das Geläut.
| Gießjahr | Schlagton | Gewicht (kg) | Durchmesser (cm) | Höhe (cm) |
| -------- | --------- | ------------ | ---------------- | --------- |
| 1960     | f'        | 575          | 107              | 80        |
| 1962     | d'        | 340          | 091              | 67        |
| 1962     | c'        | 800          | 122              | 90        |

## Orgel

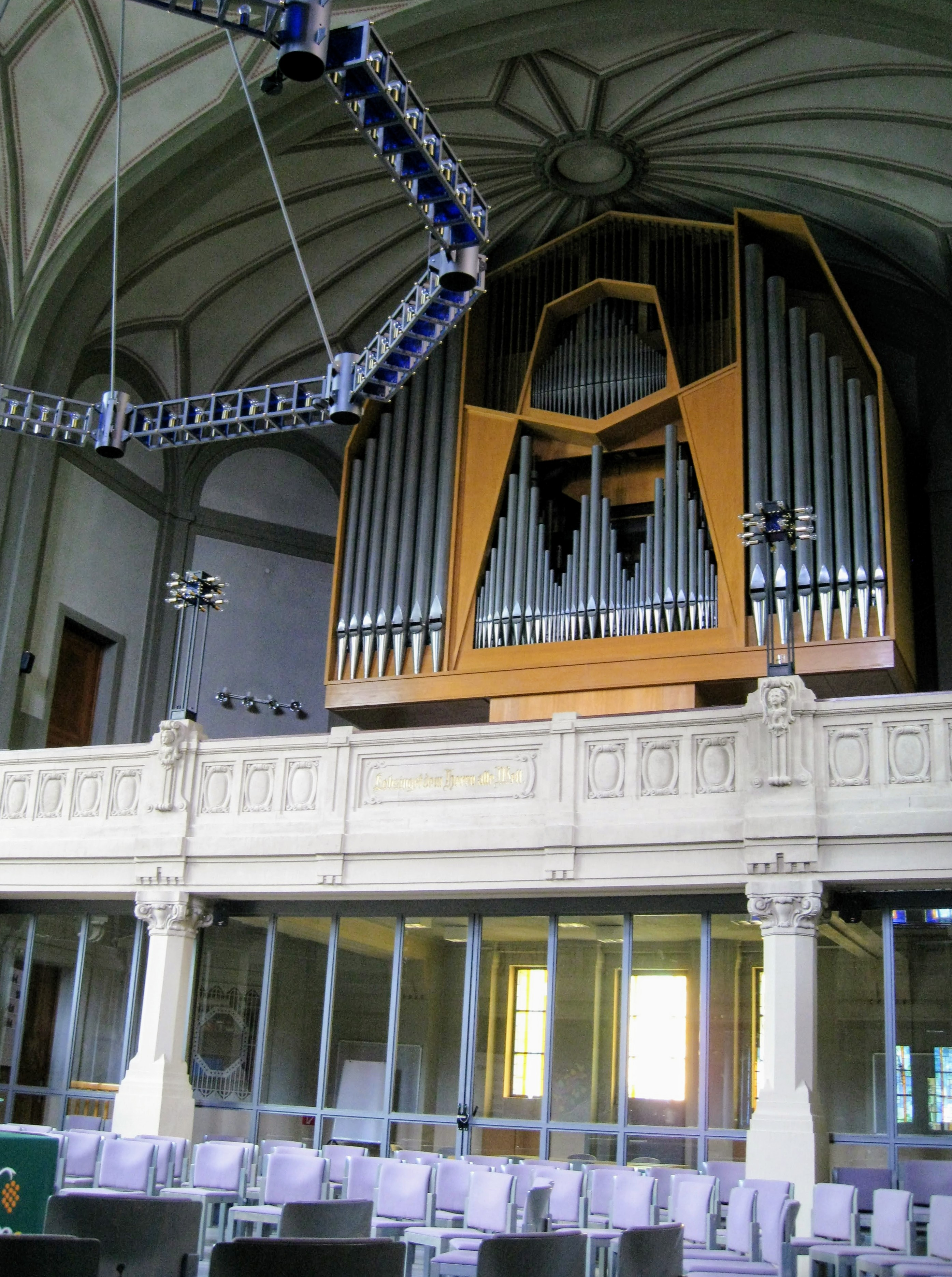
Orgel der Philipp-Melanchthon-Kirche

Die Einweihung einer neuen Orgel nahm der Pfarrer am 5. April 1964 vor. Sie entstand in der Werkstatt von Karl Schuke, verfügt über drei Manuale, ein Pedal, 38 Registern und 2700 Pfeifen und sie ersetzt die alte Sauer-Orgel. Für den Einbau der neuen Orgel wurde die Orgelempore verändert, sie musste durch Stahlträger verstärkt werden. Das Rundfenster hinter der Orgel wurde zugemauert.
Die Disposition stammt vom Orgelsachverständigen Berthold Schwarz (* 29. Juli 1909; † 16. Juni 1995):
| I Hauptwerk C–g3 |                 |        |
| 1.               | Quintadena      | 16′    |
| 2.               | Principal       | 08′    |
| 3.               | Spitzflöte      | 08′    |
| 4.               | Oktave          | 04′    |
| 5.               | Rohrflöte       | 04′    |
| 6.               | Hohlquinte      | 02 ⁄3′ |
| 7.               | Schweizerpfeife | 02′    |
| 8.               | Mixtur V–VI     |        |
| 9.               | Trompete        | 08′    |

| II Schwellwerk C–g3 |               |         |
| 10.                 | Koppelflöte   | 08′     |
| 11.                 | Quintadena    | 08′     |
| 12.                 | Biffara       | 08′     |
| 13.                 | Principal     | 04′     |
| 14.                 | Blockflöte    | 04′     |
| 15.                 | Gemsnassat    | 02 ⁄3′  |
| 16.                 | Trichterflöte | 02′     |
| 17.                 | Terz          | 01 3⁄3′ |
| 18.                 | Sextan II     |         |
| 19.                 | Oktävlein     | 01′     |
| 20.                 | Scharff IV–V  |         |
| 21.                 | Dulcian       | 16′     |
| 22.                 | Rohrschalmei  | 08′     |
|                     | Tremulant     |         |

| III Brustwerk C–g3 |                  |        |
| 23.                | Singende Gedackt | 08′    |
| 24.                | Gemshorn         | 04′    |
| 25.                | Principal        | 02′    |
| 26.                | Superquinte      | 01 ⁄3′ |
| 27.                | Cymbel III       |        |
| 28.                | Regal            | 04′    |
|                    | Tremulant        |        |

| Pedal C–f1 |                   |     |
| 29.        | Prästant          | 16′ |
| 30.        | Subbass           | 16′ |
| 31.        | Oktave            | 08′ |
| 32.        | Gedackt Pommer    | 08′ |
| 33.        | Hohlpfeife        | 04′ |
| 34.        | Rohrpfeife        | 02′ |
| 35.        | Hintersatz 5-fach |     |
| 36.        | Posaune           | 16′ |
| 37.        | Trompete          | 08′ |
| 38.        | Schalmei          | 04′ |
|            | Tremulant         |     |